# اومتبایوو
اومتبایوو (به لاتین: Umetbayevo) یک منطقهٔ مسکونی در روسیه است که در باشقیرستان واقع شده‌است.